# 소비자 주권
소비자 주권(Consumer sovereignty)은 소비자가 생산된 상품에 대해 어느 정도 통제권을 갖고 있으며 소비자가 자신의 복지에 대한 최선의 판단자라는 경제학 개념이다.
생산에 있어 소비자 주권은 부족한 자원 보유자에 비해 이러한 자원으로부터 어떤 최종 제품이 생산되어야 하는지에 대한 소비자의 통제력이다. 상품과 서비스의 생산은 (예를 들어 자본 소유자나 생산자가 아닌) 소비자의 수요에 의해 결정된다는 가설로 때때로 사용된다.
복지에서의 소비자 주권은 (예를 들어 정치인이 아니라) 소비자가 자신의 복지에 대한 최고의 판단자라는 생각이다. 예를 들어, 정치인이 "필수"라고 간주하는 제품을 가난한 사람들에게 제공하기보다는 정부가 가난한 사람들에게 금전적 지원을 제공하여 도와야 한다고 주장하는 데 사용된다.